# Сорокин, Андрей Викторович
Андрей Викторович Сорокин (25 августа 1953) — российский актёр театра и кино, продюсер.

## Биография
В 1974 году окончил ЛГИТМиК. С 1975 года работает в Российском академическом Молодёжном театре.

## Театр

### Спектакли, снятые с репертуара
- 2004 — «Идиот» Ф. М. Достоевского. Режиссёр: Режис Обадиа — Епанчин Иван Федорович

### Роли текущего репертуара
- 1989 — «Приключения Тома Сойера» М. Твена. Режиссёр: Д. Крэнни — Мистер Харпер, обвинитель
- 2002 — «Лоренцаччо» Альфреда Де Мюссе. Режиссёр:Алексей Бородин — Франческо Пацци
- 2002 — «Эраст Фандорин» Б. Акунина. Режиссёр: Алексей Бородин — Джон
- 2008 — «Красное и Черное» Стендаля. Режиссёр: Юрий Ерёмин — Берте, сержант
- 2009 — «Приглашение на казнь» В. Набокова. Режиссёр: Павел Сафонов — Управляющий садами
- 2010 — «Чехов-GALA» А. П. Чехова. Режиссёр:Алексей Бородин — Член банка («Юбилей»)

## Кино

### Актёр
- 1973 — Город у моря
- 1973 — Старая крепость — Василь Манджура
- 1974 — Последний день зимы
- 1979— Под липой Реж. Сергей Реммех
- 1981 — Простая девушка[1] — Валентин[2]
- 1981 — Следствие ведут Знатоки — Саша
- 1983— Когда играли Баха (короткометражный). Реж. Андрей Эшпай
- 1983 — Понедельник — день тяжёлый (фильм-спектакль). Реж. Александр Белинский — Сироткин
- 1990 — Чернов/Chernov

### Продюсер
- 1993 — «Пчела»